# Cindy Blackman
Cynthia Marie "Cindy" Blackman (Yellow Springs, Ohio, 18 de noviembre de 1959), conocida como Cindy Blackman Santana, es una baterista de jazz y rock.

## Biografía
Blackman es popular por ser miembro de la agrupación de Lenny Kravitz. Ha grabado algunos álbumes de jazz bajo su nombre, y ha trabajado junto a Pharoah Sanders, Sonny Simmons, Ron Carter, Sam Rivers, Cassandra Wilson, Angela Bofill, Buckethead, Bill Laswell y Joe Henderson.[cita requerida] Tony Williams es su máxima influencia en el campo de la percusión. En 1997 grabó Multiplicity, un video instruccional. "Para mi, el jazz es la forma musical más alta que puedes tocar, debido a la creatividad que se requiere", dice Blackman. Blackman está casada desde diciembre de 2010 con el reconocido guitarrista Carlos Santana.
Blackman acudió a la Iglesia bautista durante sus años adolescentes, pero se hizo seguidora del bahaismo a los 18 años.

## Discografía
- 1992 Code Red
- 1992 Arcane
- 1994 Telepathy
- 1996 The Oracle
- 1998 In The Now
- 1999 Works On Canvas
- 2000 A Lil’ Somethin’ Somethin’
- 2001 Someday…
- 2004 Music For The New Millennium